# بسطة (الأردن)
بسطة هي قرية في محافظة معان، جنوب الأردن. تقع على بعد حوالي 36 كيلومتر (22 ميل) جنوب شرق البتراء، على ارتفاع 1,460 متر (4,790 قدم).  اعتبارًا من 2012 بلغ عدد سكانها 1491 نسمة،  مقارنة بـ 461 نسمة في تعداد عام 1961.
اسم القرية ايضا يطلق على موقع أثري قريب يسمى بسطة، وهو أطلال مستوطنة ما قبل التاريخ يعود تاريخها إلى حوالي 7000 قبل الميلاد وواحدة من أقدم الأماكن المعروفة في العالم التي كان بها سكان مستقرون يمارسون الزراعة.